# Jan Klimontowic
Jan Klimontowic (zm. po 1243), polski możny z rodu Gryfitów, kasztelan toszecki i cieszyński.

## Życiorys
Był synem kasztelana płockiego Klemensa, bratem kasztelana krakowskiego Klemensa, biskupa płockiego Andrzeja, Wierzbięty i Świętosława.
W 1223 kilku polskich książąt dzielnicowych - Henryk I Brodaty, Leszek Biały, Konrad mazowiecki oraz książę gdański Świętopełk Wielki - zorganizowało wyprawę na Prusy. Akcja nie przyniosła spodziewanych sukcesów, jednak na ziemi chełmińskiej zdołano odbudować przygraniczne grody. Na ich czele stanęli Dersław Abrahamowic i Budzisław Krzesławic z rodu Odrowążów oraz właśnie Jan. Krótko potem, prawdopodobnie w 1224, Polacy zostali nagle zaatakowani przez Prusów. Dersław i Budzisław zginęli, Jan salwował się ucieczką.
Jego postępowanie spotkało się z wrogą reakcją. Sankcje dotknęły cały ród. Konrad mazowiecki wygnał Gryfitów z Mazowsza. Przywódca rodu, wojewoda krakowski Marek, stracił swój urząd. Jan z braćmi znalazł się w Małopolsce.
Tam próbował zorganizować spisek przeciwko Leszkowi Białemu. Przyzwany przez Gryfitów, Henryk Brodaty, w 1225 roku oblegał Kraków, ale szybko pogodził się z kuzynem. Gryfici zostali wypędzeni z Małopolski. Jan ze swoimi braćmi Klemensem i Wierzbiętą schronił się na dworze Kazimierza, księcia opolskiego.
Był kasztelanem cieszyńskim (wzmianki z lat 1228–1239), toszeckim (wzmianka z 1226) i rudzkim (wzmianki z lat 1228, 1233 i 1242). 
Po raz ostatni figuruje w dokumentach 8 sierpnia 1243. Z małżeństwa z bliżej nieznaną kobietą miał syna Sulisława. 

## Upamiętnienie
Był pierwowzorem postaci Jaszka w powieści Waligóra autorstwa Józefa Ignacego Kraszewskiego.